# Kolaghatta, Turuvekere
Kolaghatta là một làng thuộc tehsil Turuvekere, huyện Tumkur, bang Karnataka, Ấn Độ.